# Schack Lüneborg Køster
Schack Lüneborg Køster (født 5. oktober 1801 i Aarhus, død 14. maj 1876) var en dansk apoteker, bankdirektør og politiker.
Han var født i Aarhus, hvor faderen, Jacob Jonas Køster, var apoteker; moderen var Margrethe Kirstine f. Selmer. 1812 kom han i Aarhus Katedralskole, fra hvilken han 1819 dimitteredes til Københavns Universitet. Året efter tog han Anden Eksamen, arbejdede så i faderens apotek og tog 1823 farmaceutisk eksamen, holdt 1824 fysiske og kemiske foredrag i flere jyske byer for Selskabet til Naturlærens Udbredelse, vandt 1828 Universitetets guldmedalje for dets naturvidenskabelige opgave og fik samme år bevilling til at anlægge et kemisk laboratorium og drive en drogeri- og materialhandel i Randers, hvor han 1831 fik ret til at anlægge et apotek. Han tog sig varmt af den kommunale udvikling i den by, han nu var knyttet til, blev 1838 borgerrepræsentant og straks forsamlingens formand og var borgerlig rådmand 1847-58, deltog 1852 i oprettelsen af De jyske Kjøbstæders Kreditforening, i hvilken han var direktør til 1854. Samme år deltog han i stiftelsen af Randers Diskontobank, for hvilken han var direktør 1858-71. Sit apotek overdrog han 1867 til en søn og efter dennes død til en svigersøn.
Efter den store tillid, han nød, er det naturligt, at han også fik politiske tillidshverv. 1841 blev han stænderdeputeret og mødte i Viborg 1844-48, han blev kongevalgt medlem af Den grundlovgivende Rigsforsamling og var endelig landstingsmand 1849-53 og i 1855. Han fik titel af kancelliråd 1858, af justitsråd 1866. Han døde 14. maj 1876. 26. november 1831 havde han ægtet han Henriette Petrine Winkel (1. oktober 1804 – 11. maj 1865), datter af købmand i Aalborg Søren Winkel og Nicolette Brodera f. Deichmann.